# Rugrats – Der Film
Rugrats – Der Film ist ein US-amerikanischer Abenteuerfilm aus dem Jahr 1998, der von Paramount Pictures und Nickelodeon Movies produziert wurde. Der Film basierte auf der Nickelodeon-Serie Rugrats.
Nach den kommerziellen Flops von 20th Century Fox sowie der parallelen Erfolgsgeschichte der Paramount Pictures wurde Rugrats – Der Film komplett als Zeichentrickfilm umgesetzt.
Die Fortsetzung Rugrats in Paris – Der Film lief nach dem Erfolg des ersten Teils 2001 in den Kinos an. Der dritte Teil, Die Rugrats auf Achse, startete am 12. Februar 2004 in den Kinos.

## Handlung
Bei Familie Pickles stellt sich Nachwuchs ein. Der bisher älteste Sohn Tommy ist ganz und gar nicht begeistert, seine Eltern mit jemandem teilen zu müssen. Zusammen mit seinen Freunden Lil und Phil Deville, die ebenfalls wenig übrig haben für einen kleinen Schreihals, will er den kleinen Dylan wieder in das Krankenhaus zurückzubringen, von wo Mutter Didi ihn mitgebracht hatte. Auf dem Weg dorthin verlaufen sich die Kinder und landen in einem dunklen und unheimlichen Wald. Es beginnt eine abenteuerliche Reise, die sie mit viel Glück unbeschadet überstehen und wieder zurück zu ihren Eltern gelangen.

## Veröffentlichung
Nachdem Rugrats – Der Film am 20. November 1998 in den Kinos startete, konnte er bei einem Produktionsbudget von 24 Mio. US-Dollar weltweit über 140 Mio. US-Dollar einspielen. In Deutschland startete er am 13. Mai 1999, wurde von weniger als 100.000 Kinobesuchern gesehen und ist seit dem auf VHS erhältlich.

## Rezeption
Das Lexikon des internationalen Films bezeichnete Rugrats – Der Film als „reinen Unterhaltungsfilm, der die diesbezüglichen Bedürfnisse seiner Zielgruppe durchaus ernst nimmt und mitunter sogar für Erwachsene recht amüsant ausfällt“.
Die Filmzeitschrift Cinema beurteilte den Film negativ: „Zu grob sind die Szenen animiert, zu quiekig die Babystimmen, zu aufdringlich die Song-Einlagen.“ Dem Film fehle der „philosophische Witz der Peanuts und der bei Erwachsenen so beliebte Zynismus der Simpsons“.
Der SWR schrieb im Kinotipp, „die Sprüche der Großkotz-Kids und ihre Songs sind nicht lustig, sondern eher ätzend“. Ihre Abenteuer seien „nicht nur von der Story und den Gags her enttäuschend, sondern auch von den Zeichnungen“.

## Synchronisation
| Figur                | Originalsprecher    | deutscher Sprecher |
| -------------------- | ------------------- | ------------------ |
| Chuckie Finster      | Christine Cavanaugh | Eva Michaelis      |
| Tommy Pickels        | Elizabeth Daily     | Angela Quast       |
| Lil Deville          | Kath Soucie         | Micaëla Kreißler   |
| Phil Deville         | Kath Soucie         | Reinhilt Schneider |
| Didi Pickles         | Melanie Chartoff    | Katja Brügger      |
| Howard DeVille       | Phil Proctor        |                    |
| Susie Carmichael     | Cree Summer         | Daniela Reidies    |
| Aunt Miriam          | Andrea Martin       |                    |
| Chas Finster         | Michael Bell        | Oliver Reinhard    |
| Drew Pickles         | Michael Bell        | Achim Schülke      |
| Charlotte Pickles    | Tress MacNaille     | Isabella Grothe    |
| Stuart 'Stu' Pickles | Jack Riley          | Wolf Frass         |
| Grandpa Lou Michaels | Joe Alaskey         | Wolf Rahtjen       |
| Angelica Pickels     | Cheryl Chase        | Monika Barth       |